# Avión de reacción

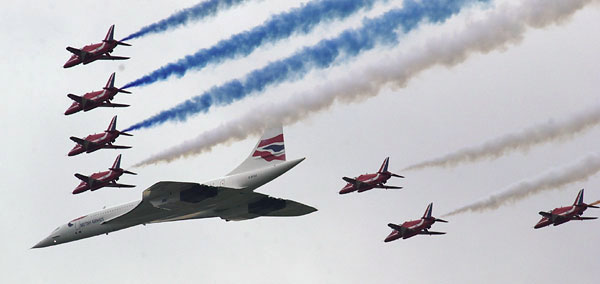
El Concorde fue el segundo avión supersónico en llevar pasajeros.

Un avión de reacción, avión a reacción o de propulsión a chorro (del inglés jet que significa: «chorro»), o reactor es un medio de transporte (un vehículo aéreo, véase avión) propulsado por motores de reacción que genera un chorro de gases hacia atrás, empujando el avión hacia delante, según las leyes de Newton. Los aviones a reacción fueron un salto en la aviación, tanto comercial como militar, por las grandes ventajas en prestaciones como en maniobrabilidad que permite; no tanto en consumo por lo que a principios del siglo XXI había perdido algo de terreno sobre las aeronaves de turbohélices.
La aviación de reacción supuso una revolución en la aeronáutica tan grande como la invención del propio aviónal permitir vuelos de mayor altitud y, por tanto, mayor autonomía, abrir la puerta a la aviación supersónica e hipersónica, permitir aumentar la potencia con el aumento de la velocidad,desarrollar las rutas intercontinentales sin escalas e inaugurar una nueva generación de cazas, entre otras.

## Principios de la aviación de reacción
Como se ha dicho, la aviación de reacción se basa casi por entero en el motor de reacción. Los principios de la reacción se conocían desde mucho antes de aparecer los primeros prototipos alemanes; lo que faltaba era la técnica metalúrgica que permitiera disponer de una aleación capaz de aguantar las temperaturas a las que salen los gases y los distintos tipos de corrosión que sufren las toberas.

### Aviación de reacción militar

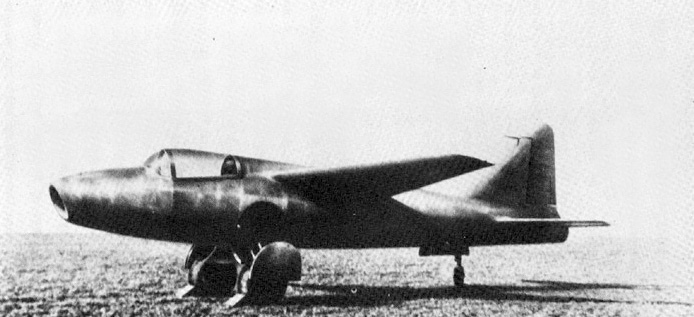
Heinkel He 178

Es importante señalar que aunque ya existían algunos aviones de reacción no supersónicos muy desarrollados para la aviación militar en la década de 1940, ninguno de ellos fue utilizado masivamente en combate durante la Segunda Guerra Mundial (1939 - 1945) ni en su inmediatamente posterior guerra de Corea (1950 - 1953), debido a su fase aún experimental y escasa producción para la época.
Los alemanes y estadounidenses primero y el resto de países desarrollados después, trabajaban ya antes de la Segunda Guerra Mundial en la tecnología de reacción y en aleaciones con el punto de fusión lo suficientemente elevado como para poder utilizarlas. Se iniciaron varios proyectos, como el Heinkel He 178 o el Bell P-59 Airacomet. Pese a los esfuerzos de ambos bandos, no lograron disponer de los primeros aviones realmente operativos hasta casi el final de la guerra, cuando el He 178 ya alcanzaba los 450 km/h en combate. Los británicos introdujeron el Gloster Meteor, y los alemanes el Messerschmitt Me 262 en 1944, los estadounidenses el Lockheed P-80 Shooting Star y el Nakajima J9Y japonés, derivado del Me 262 un año más tarde, junto a otros posteriores como el Heinkel He 162.
Las ventajas de estos aparatos sobre los convencionales eran numerosas y gracias a ellas lograron abatir una proporción de adversarios superior a modelos anteriores. Sin embargo, contaban con la desventaja de ser muy lentos en el aterrizaje y despegue, por lo que los aliados empleaban su inmensa superioridad aérea dando vuelta sobre las bases aéreas de las Luftwaffe, aguardando la aparición de un caza o bombardero para destruirlo.

### Aviación de reacción civil

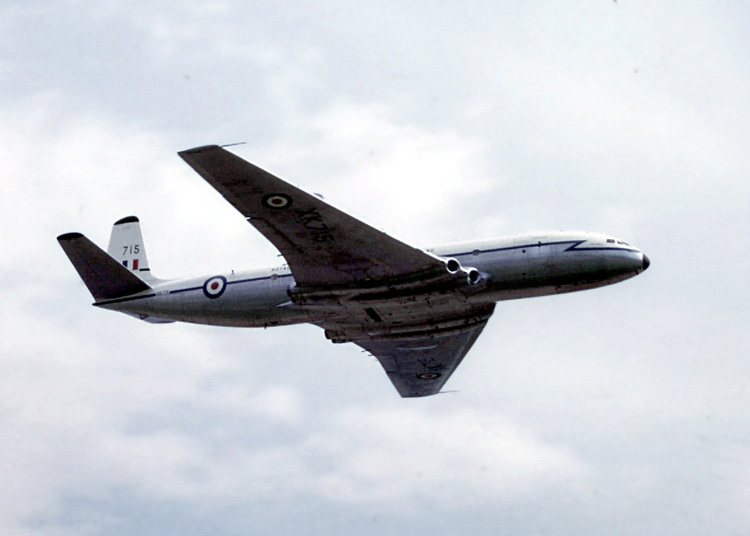
El De Havilland Comet fue el primer avión comercial de reacción.

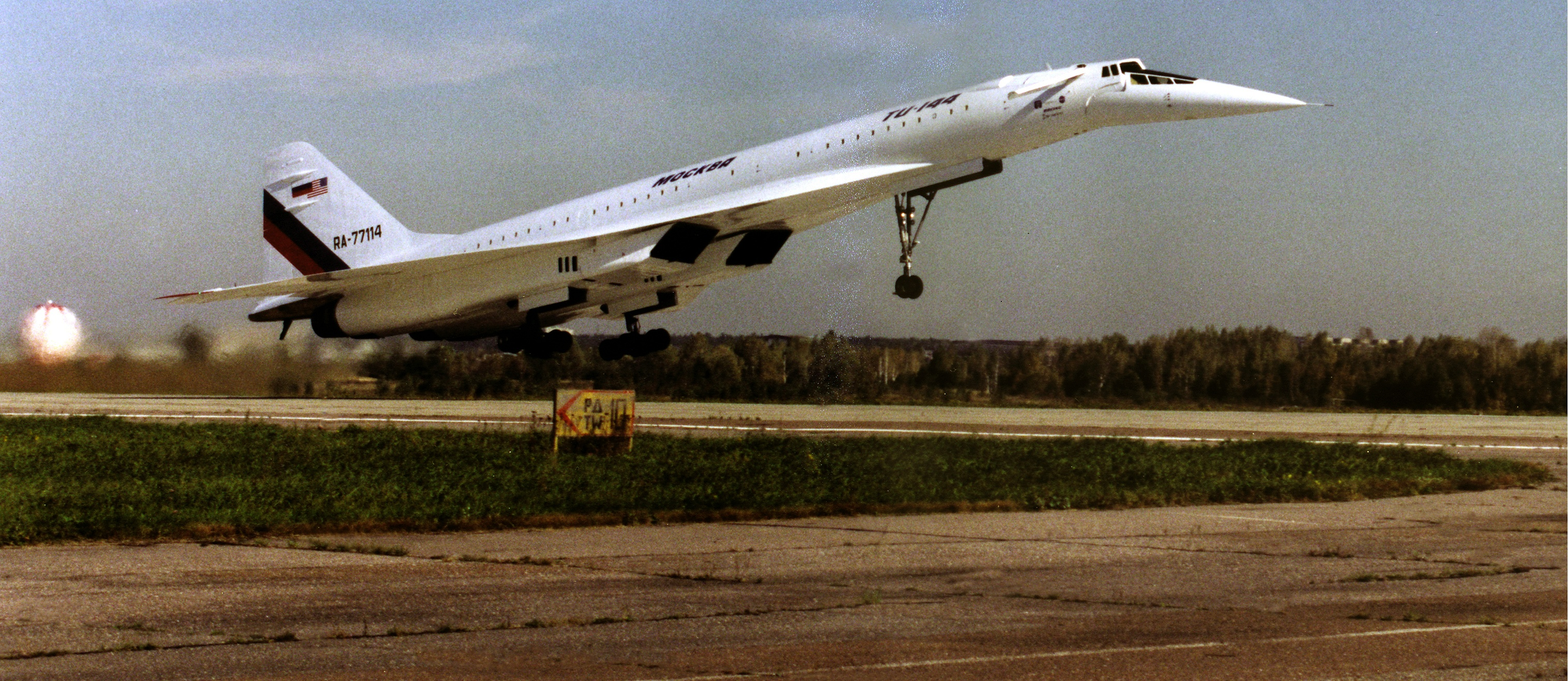
El Tupolev Tu-144 fue el primer transporte supersónico en volar.

Aunque un poco más tarde, la industria también vio las ventajas de los nuevos motores para los aviones comerciales y de carga.
El primer avión comercial con motores de reacción fue el De Havilland Comet que en mayo de 1952 realizó el vuelo Londres - Johannesburgo en 24 horas y con cinco escalas provocando una conmoción no igualada hasta la entrada en servicio de Concorde. El Comet resultó un aparato extraordinariamente avanzado para su época, tanto que sus competidores no sabían exactamente cómo competir con él. La presión en la cabina era el doble de cualquier otro, lo que permitía volar a una altitud de crucero de 12.192 m y, por tanto, verse muy poco afectado por la meteorología. Así lograba dos años después realizar la ruta Londres - Jartum sin escalas (4.930 km).
Tanto el Comet como los aparatos que le siguieron eran todos subsónicos, pudiendo alcanzar Mach 0,8 o Mach 0,82, donde las ondas de presión comienzan a comprimirse y a generar anomalías. Para conseguir aviones más rápidos, que pudieran cruzar el Atlántico en menos de cuatro horas en lugar de ocho, soviéticos, estadounidenses y europeos trabajaron por separados en aviones de pasajeros supersónicos.
El primer aparato en volar fue el Tupolev Tu-144 que en 1963 voló como prototipo cerca de Moscú y en enero de 1969 como avión de transporte de pasajeros con capacidad para 121 pasajeros, a Mach 2,35 y una autonomía pretendida de 6.435 km. En 1973 un Tu-144 mejorado se estrellaba cerca de París. En 1975 otro aparato lograba transportar correspondencia entre Moscú y Alma-Ata; pero posiblemente necesitaba utilizar la poscombustión con lo que el coste por trayecto resultaba prohibitivo y quedó fuera de servicio en 1985 o antes.
En Estados Unidos la Boeing presentó un aparato de ala oscilante capaz de transportar a 300 pasajeros, a una velocidad de 2,7 Mach y una altitud de 21.335 m, convirtiéndolo en el transporte supersónico más grande y más rápido,[cita requerida] pero en 1969 tuvo que cambiar el ala por una en forma de delta manteniendo la misma velocidad, lo que exigía un fuselaje de titanio. Finalmente debió abandonar el proyecto en 1971.
Por su parte Francia y Gran Bretaña firmaron el acuerdo de reparto de trabajo en 1962 para un avión capaz de superar Mach 2. El proyecto vivió muchos problemas, incrementos de costos, incertidumbres políticas e incluso el deseo por parte de recién entrado gobierno Laborista inglés de abandonar el proyecto, hasta que supieron de la existencia de una cláusula para evitar abandonos que ellos mismo habían incluido por si los franceses no eran lo bastante decididos. Finalmente el Concorde 001 despegaba y aterrizaba en Toulouse el 2 de marzo de 1969, el Concorde 002 despegaba y aterrizaba de Filton en abril del mismo año.
En 1975 volaba el primer Concorde de serie y en 1976 comenzaban a transportar pasajeros ente Heathrow y Baréin los británicos y entre París y Río de Janeiro los galos.